# Studios Robert Lang
Robert Lang Studios est un studio d'enregistrement à Shoreline, dans l'État de Washington, 24 km au nord de Seattle. Plusieurs groupes (Alice in Chains, Candlebox, Bush) y ont enregistré des chansons mais la session la plus célèbre du studio est la dernière du groupe Nirvana à la fin janvier 1994. La chanson You Know You're Right est enregistrée à ce moment-là.
C'est dans ce même studio que quelques mois plus tard Dave Grohl, ancien batteur de Nirvana, enregistre en une semaine le premier album de son nouveau groupe Foo Fighters.